# Municipio de Alpena (Míchigan)
El municipio de Alpena (en inglés: Alpena Township) es un municipio ubicado en el condado de Alpena en el estado estadounidense de Míchigan. En el año 2010 tenía una población de 9.060 habitantes y una densidad poblacional de 24,73 personas por km².

## Geografía
El municipio de Alpena se encuentra ubicado en las coordenadas 45°5′23.05″N 83°24′41.91″O / 45.0897361, -83.4116417. Según la Oficina del Censo de los Estados Unidos, el municipio tiene una superficie total de 366,3 km² (141,4 mi²), de la cual 272 km² (105 mi²) corresponden a tierra firme y 94,3 km² (36,4 mi²) (2.27%) es agua.